# El grutesco de Darth Vader
 El grutesco de Darth Vader es un quimera realizado en piedra caliza por Jay Hall Carpenter. Se encuentra ubicado en la Catedral Nacional de Washington, al Noroeste de Washington D. C., en los Estados Unidos.
Es uno de los múltiples grutescos que forman parte del sistema de recogida de lluvia de la Catedral Nacional. Cada uno de estos grutescos repele el agua por la parte superior de la cabeza alejándola así de los muros.
En los años 1980s, durante la construcción de la torre noroeste, Christopher Rader obtuvo el tercer puesto en el concurso de la revista National Geographic World Magazine para niños, por su dibujo de Darth Vader. La cabeza de feroz semblante fue esculpida por Jay Hall Carpenter y el escultor Patrick J. Plunkett. El grutesco de Darth Vader es muy difícil de ver a simple vista, por lo que suelen ser necesarios unos prismáticos para poder apreciarlo.